# Caproni Ca.125
Il Caproni Ca.125 era un biplano, in configurazione sesquiplana invertita, monomotore da turismo, usato anche come aereo da addestramento, prodotto dall'azienda italiana Aeronautica Caproni negli anni trenta.

## Struttura

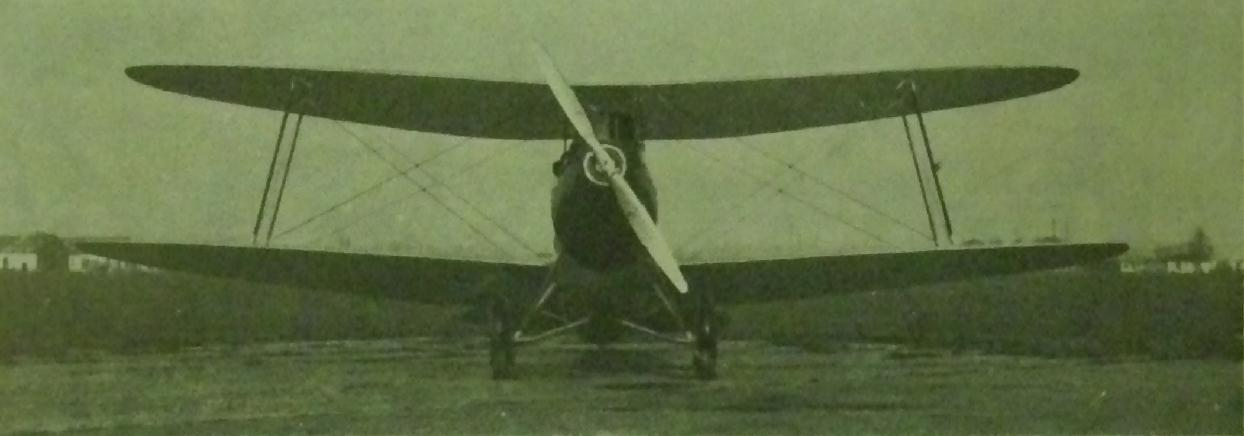
Vista di fronte

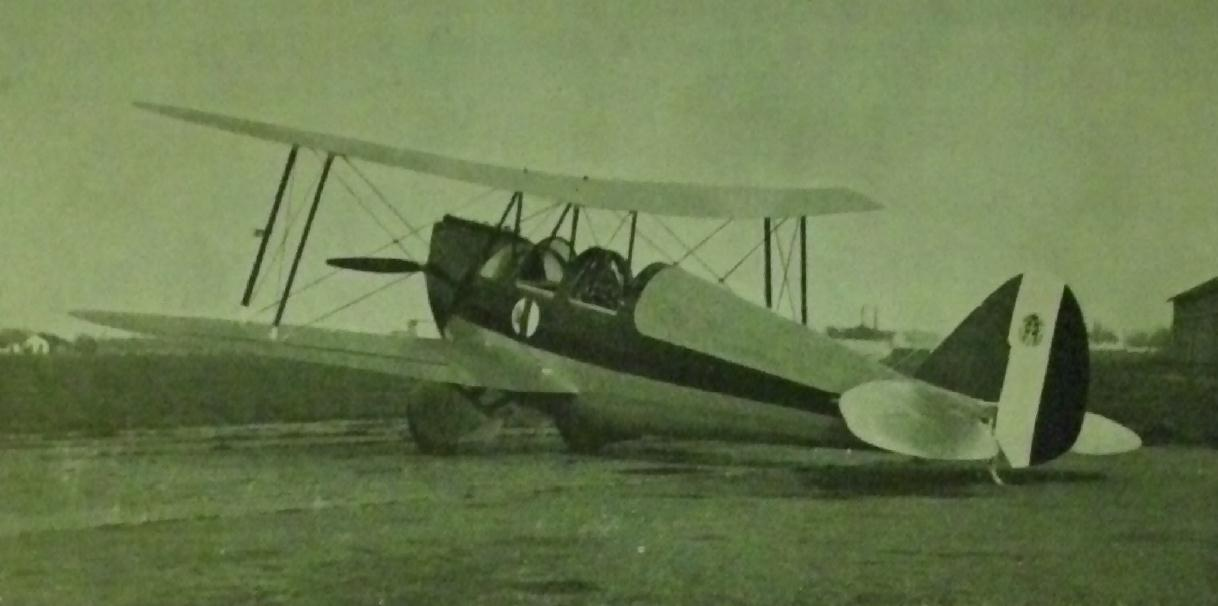
Vista posteriore

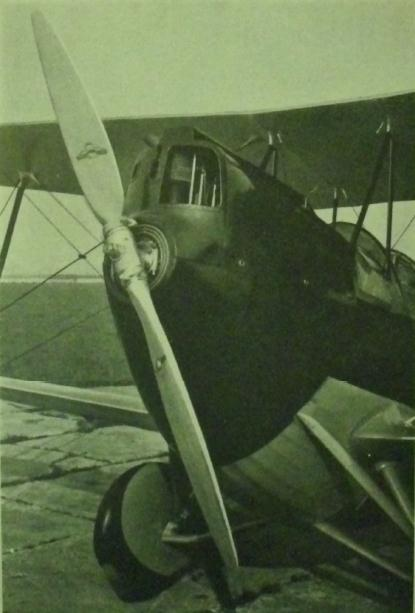
Particolare

Biposto da turismo, costruito con struttura mista legno e metallo, quest'ultimo solo per la fusoliera. Era rivestito con legno compensato telato e verniciato, e dotato di due abitacoli di pilotaggio.
La configurazione alare a sezione ellittica aveva una configurazione sesquiplana invertita, cioè con l'ala inferiore di dimensioni maggiori della superiore. Entrambe erano realizzate con struttura in legno ricoperta in tela verniciata, con la sola inferiore dotata di alettoni; le ali erano controventate, collegate tra loro tramite montanti tubolari e tiranti in filo d'acciaio e dotate in opzione di alette Handley-Page sul bordo d'attacco.
La fusoliera era di grande sezione ed aveva i posti interamente riparati da vento, con sportelli apribili. Posteriormente terminava in una coda dall'impennaggio tradizionale monoderiva dagli ampi piani di coda. Gli impennaggi erano in legno ricoperti da tela; il piano fisso di quota era regolabile in volo.
Il carrello d'atterraggio era fisso, a ruote indipendenti carenate munite di freni, dotato anteriormente di gambe di forza controventate ed ammortizzate con ammortizzatori oleo-elastici ed integrato posteriormente da un pattino di coda anch'esso ammortizzato ed orientabile.
L'abitacolo aveva due posti sistemati in configurazione tandem, con il doppio comando disinseribile in volo dal posto del pilota.

## Motorizzazione

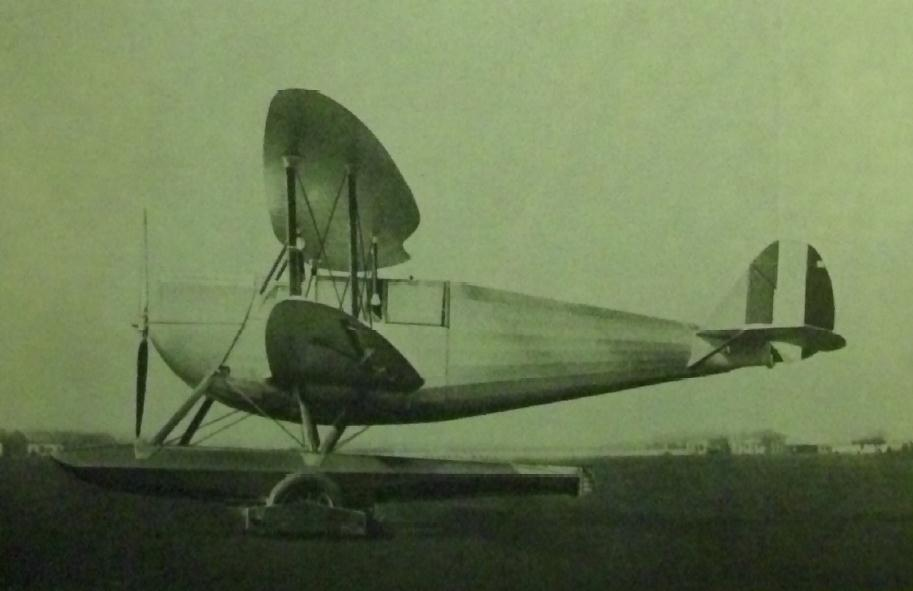
Vista di profilo della versione idro

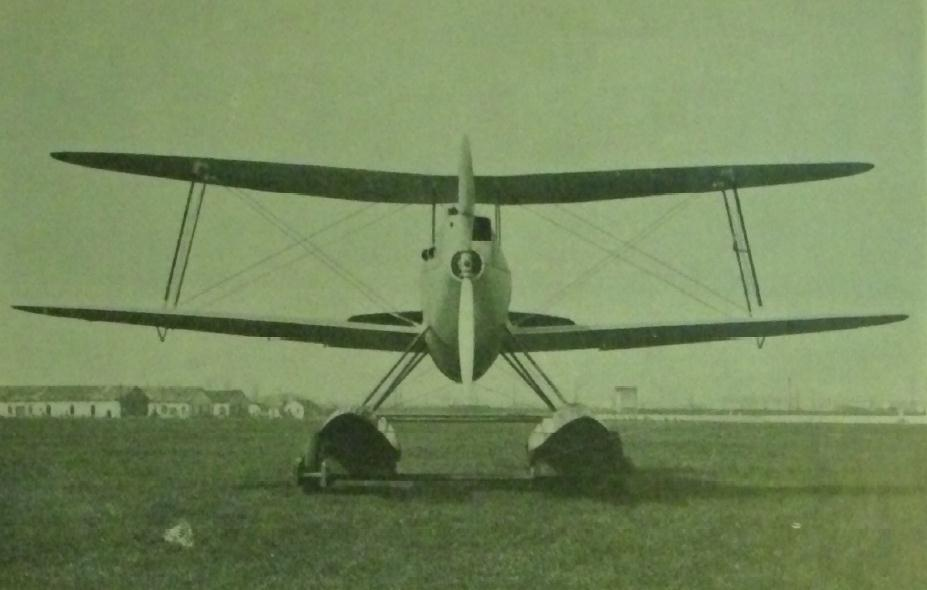
Vista di fronte della versione idro

Il motore previsto era il Colombo S.63, un sei cilindri in linea raffreddati ad aria. L'elica bipala metallica era a passo variabile con regolazione da fermo a terra.

## Versioni
- Ca. 135 idroplano, con scarponi muniti di timoni collegati al timone di direzione.